# Krishnarajpet
Krishnarajpet là một thị xã panchayat của quận Mandya thuộc bang Karnataka, Ấn Độ.

## Địa lý
Krishnarajpet có vị trí 12°40′B 76°29′Đ / 12,66°B 76,49°Đ Nó có độ cao trung bình là 790 mét (2591 feet).

## Nhân khẩu
Theo điều tra dân số năm 2001 của Ấn Độ, Krishnarajpet có dân số 22.473 người. Phái nam chiếm 51% tổng số dân và phái nữ chiếm 49%. Krishnarajpet có tỷ lệ 70% biết đọc biết viết, cao hơn tỷ lệ trung bình toàn quốc là 59,5%: tỷ lệ cho phái nam là 77%, và tỷ lệ cho phái nữ là 63%. Tại Krishnarajpet, 12% dân số nhỏ hơn 6 tuổi.